# Parque nacional Siberut
El Parque nacional de Siberut (en indonesio: Taman Nasional Siberut) comprende 1905 km² (47 %) de la isla Siberut. Está ubicado en las islas Mentawai de Sumatra Occidental, en Indonesia. La isla entera, incluyendo el parque nacional, es parte de la Red Mundial de Reservas de la Biosfera.
Los aspectos más notables del parque son su flora y fauna endémica. 
Miembros de la etnia mentawai todavía viven de acuerdo a las tradiciones de cazadores-recolectores. Las islas Mentawai se cree que fueron aisladas de la parte continental de Sumatra, hace más de 500 000 años, produciendo de esta manera ecosistemas únicos.